# Ophidiaster granifer
Ophidiaster granifer is een zeester uit de familie Ophidiasteridae. De wetenschappelijke naam van de soort werd in 1871 gepubliceerd door Christian Frederik Lütken.

## Synoniemen
- Ophidiaster trychnus Fisher, 1913